# Vrouwenmarathon van Tokio 2008
De Vrouwenmarathon van Tokio 2008 vond plaats op zondag 16 november 2008. Aan deze wedstrijd mochten alleen elite vrouwen deelnemen. Er werd gelopen bij 15,5 graden Celsius, een luchtvochtigheid van 90 % en een Oostzuidoost-wind van 1 meter per seconde.
Het was de 30e en tevens laatste editie van deze Tokyo International Women's Marathon. Dit evenement ging op in de Tokyo Marathon, die sinds 2007 elk jaar in februari wordt gehouden. De plaats op de kalender van de vrouwenmarathon werd hierna ingenomen door de marathon van Yokohama. De eerste editie van deze loop vond plaats op 15 november 2009.
Deze wedstrijd werd gewonnen door de Japanse Yoshimi Ozaki. Met haar 2:23.30 bleef ze ruim boven het parcoursrecord van 2:21.37, dat een jaar eerder was gelopen. Aangezien het evenement dit jaar ook dienstdeed als Japans kampioenschap op de marathon, won zij tevens de nationale titel.

## Uitslag
| rang   | naam               | land | tijd    |
| ------ | ------------------ | ---- | ------- |
| Goud   | Yoshimi Ozaki      | JPN  | 2:23.30 |
| Zilver | Yuri Kano          | JPN  | 2:24.27 |
| Brons  | Mara Yamauchi      | ENG  | 2:25.03 |
| 4      | Yoko Shibui        | JPN  | 2:25.51 |
| 5      | Salina Kosgei      | KEN  | 2:30.34 |
| 6      | Svetlana Zacharova | RUS  | 2:30.42 |
| 7      | Yukiko Matsubara   | JPN  | 2:34.39 |
| 8      | Ayumi Hayashi      | JPN  | 2:35.04 |
| 9      | Derartu Tulu       | ETH  | 2:36.47 |
| 10     | Chihiro Tanaka     | JPN  | 2:37.03 |
| 11     | Yuka Aikawa        | JPN  | 2:40.43 |
| 12     | Maki Inami         | JPN  | 2:40.54 |
| 13     | Yoshiko Watanabe   | JPN  | 2:41.34 |
| 14     | Magdalena Chemjor  | KEN  | 2:46.18 |
| 15     | Yumiko Daigo       | JPN  | 2:48.04 |
| 16     | Fumie Tsuru        | JPN  | 2:48.12 |
| 17     | Yumiko Minato      | JPN  | 2:48.20 |
| 18     | Shigeko Yanagida   | JPN  | 2:48.40 |
| 19     | Yuki Tamura        | JPN  | 2:48.47 |
| 20     | Makiko Shimamura   | JPN  | 2:49.21 |

Tokyo International Marathon (alleen mannen)

1981 · 1982 · 1983 · 1984 · 1985 · 1986 · 1987 · 1988 · 1989 · 1990 · 1991 · 1992 · 1993 · 1994 · 1995 · 1996 · 1997 · 1998 · 1999 · 2000 · 2001 · 2002 · 2003 · 2004 · 2005 · 2006

Tokyo International Women's Marathon (alleen vrouwen)

1979 · 1980 · 1981 · 1982 · 1983 · 1984 · 1985 · 1986 · 1987 · 1988 · 1989 · 1990 · 1991 · 1992 · 1993 · 1994 · 1995 · 1996 · 1997 · 1998 · 1999 · 2000 · 2001 · 2002 · 2003 · 2004 · 2005 · 2006 · 2007 · 2008

Tokyo Marathon (beide)

2007 · 2008 · 2009 · 2010 · 2011 · 2012 · 2013 · 2014 · 2015 · 2016 · 2017 · 2018 · 2019 · 2020 · 2021 · 2022 · 2023 · 2024